# Collyn Gagne
Collyn Gagne (Milton, 2001) is een Canadese zwemmer.
Gagne heeft zilver gewonnen in de individuele wisselslag op de Pan-Amerikaanse Spelen van 2023 in Santiago. Gagne werd geboren in Milton, Ontario en groeide op in Oakville, Ontario. Hij bezocht de Simon Fraser-universiteit waar hij een lid was van hun zwemteam.